# Spyken
Spyken, tidigare Strömbergskolan och Lunds privata elementarskola, är en gymnasieskola i centrala Lund. Skolans elever kallas i folkmun spykister.

## Historia

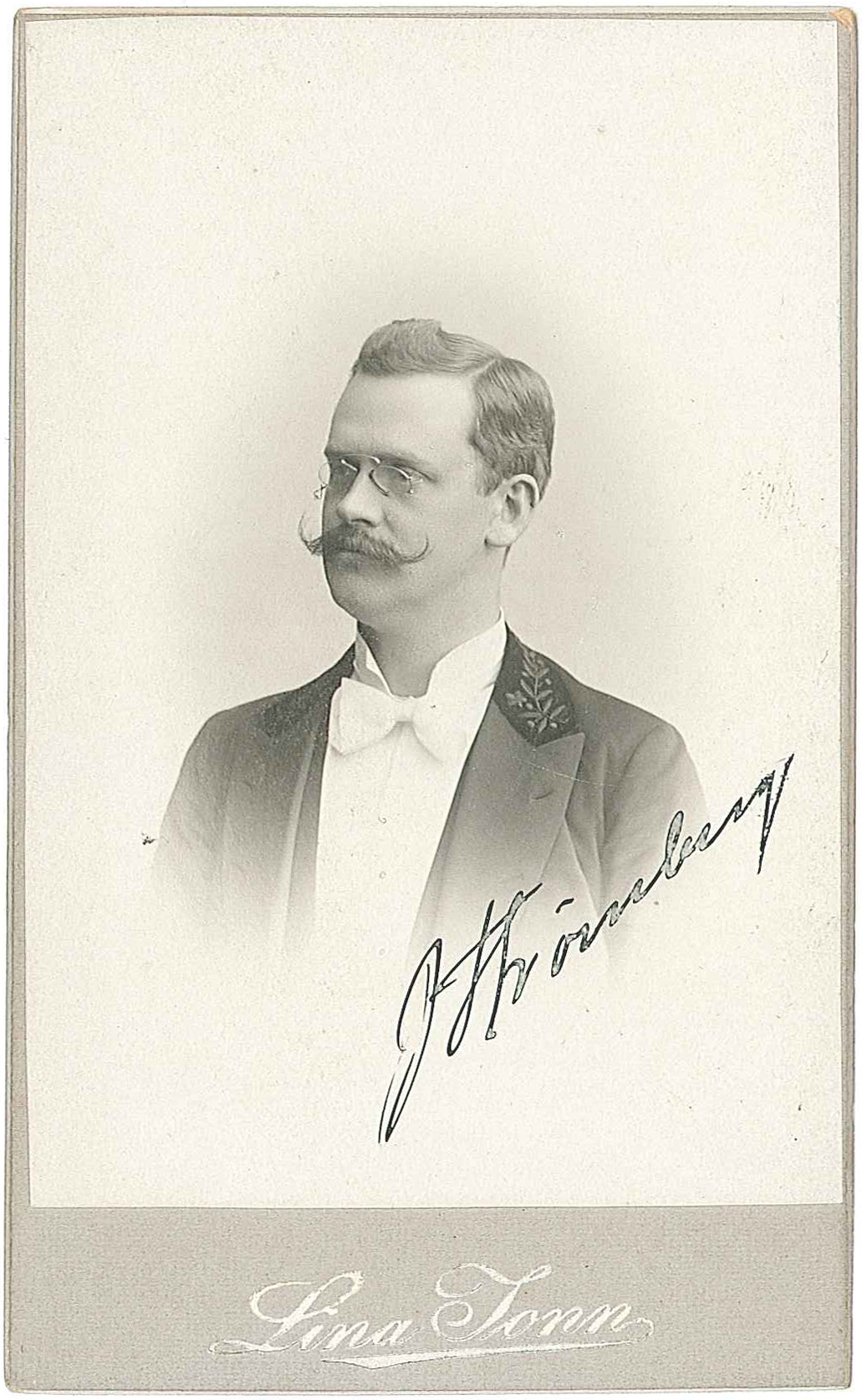
Johannes Strömberg var skolans rektor från 1898 till 1916. Foto: Lina Jonn.

Skolan grundlades 1848 som Realskolan i Lund och hade från början 15 elever. Elevantalet ökade för att sedan ligga stabilt på runt 50. År 1869 bytte den namn till Lunds privata elementarskola men kallades i folkmun ofta för Lunds Privata eller bara Spyken.
År 1898 tillträdde Johannes Strömberg som rektor. Elevantalet växte till som mest 750 elever. Under 1968 avprivatiserades och kommunaliserades skolan och bytte samtidigt namn till Strömbergskolan efter rektor Strömberg. 
Studentexamen gavs från 1868 till 1968, realexamen från 1908.

## Byggnader
Ursprungligen låg Privata Elementarskolan vid Vårfrugatan där Botulfsplatsen nu ligger. Bara gatunamnet finns kvar. Vårfrugatan kallades Tjyvahålsgränd, troligen på grund av stadshäktet som fanns i en envåningsbyggnad alldeles intill skolan. I skolans övervåning föddes 1882 journalisten och författaren Elin Wägner. Hennes far var vid den tiden överlärare för Privata Elementarskolan. År 1903 flyttade skolan till en byggnad i det nuvarande kvarteret, som utvidgas 1913 med en byggnad (A-huset)
År 1986 skedde en stor utbyggnad (C-, D- och E-husen) och namnet Spyken antogs som officiellt namn. Vid utbyggnaden skapades innergården. Tre år senare, 1989, skedde en stor renovering av A- och B-husen, vid vilken nya klassrum inreddes på vinden. I byggnad A byggdes även en aula, samt musiksalar och en bildsal. År 1995 invigdes nya lokaler tillhörande skolan i södra Lund (Spyken Södra) för det nystartade byggprogrammet. År 2000 invigdes en ny matsal. I slutet av höstterminen 2016 invigdes två nya byggnader (F- och G-husen) som ligger på andra sidan av Arkivgatan sett från den ursprungliga skolbyggnaden. Även matsalen flyttades från D-huset till de nybyggda husen och ändrade namn till "Restaurangen". Utrymmet från den tidigare matsalen renoverades om till nya klassrum, grupprum och toaletter.

## Namnet
Var namnet Spyken har sitt ursprung finns det en del olika teorier om. En är att en rektor och lärare i psykologi en gång kallade ämnet spykologi. En annan är att det var smeknamnet på en av rektorerna. Möjligt är att det var en kombination. Spyken var under många år bara ett smeknamn på skolan, men det blev allt mer allmänt vedertaget och antogs i samband med invigningen av de nya byggnaderna 1986 som officiellt namn.

## Program
I dag finns humanistiska programmet, estetiska programmet med spetsutbildning i musik, naturvetenskapsprogrammet och samhällsvetenskapsprogrammet på skolan. Läsåret 2011/2012 gick cirka 1000 elever på de fyra programmen. Personalstyrkan uppgick till runt 140 personer.

## Restaurangen
När den nya matsalen invigdes i samband med invigningen av de nybyggda F- och G-husen ändrade den namn till "Restaurangen". Detta ansågs vara ett mer passande namn när all mat numera tillagades på skolan, dessutom serverades det fyra rätter varje dag istället för två. I början fanns det stora problem med att elever från andra gymnasieskolor kom till skolan och åt, vilket man försökte åtgärda med id-kontroll. 

### Maten
Varje dag serverades det fyra olika rätter varav en soppa, en fisk/kött-rätt, en kulinarisk rätt och vegetarisk/vegansk rätt. Även den kulinariska rätten och soppan kan vara vegetarisk/vegansk. Varje onsdag är det så kallad "veggo-onsdag" då alla rätter är vegetariska eller veganska. Skolan strävar efter att vara så hållbar som möjligt och maten tillagas därför oftast med ekologiska råvaror. Till maten serveras det varje dag nybakat bröd samt knäckebröd.

## Spyxet
Spykens elever anordnar varje år ett eget spex som kallas Spyxet. Föreställningen sätts vanligtvis upp under april månad. Till och med 2002 sattes föreställningen upp i Svaneskolans aula, men från och med 2003 är föreställningen på Stadsteatern i Lund. 2020 ställdes föreställningen in och filmatiserades istället. Föreställningen består av två delar – först en film och sedan själva föreställningen. Filmen och föreställning brukar vara två självständiga delar och har ofta ingen koppling.  
Organisationen består av cirka 160 elever uppdelade i 15 grupper under ledning av två generaler (tidigare en). Spyxet anordnas helt och hållet av eleverna och utan finansiell uppbackning av skolan. Finansieringen sker i stället via biljettintäkter och sponsorbidrag från lokala företag. De övriga större gymnasiespexen i Lund är Polhemsskolans Pexet och Katedralskolans Katterevyn. 
En lista över gamla Spyx: 
- 2025 – Robin Hood: Hoppsan vilken dag
- 2024 – Kleopatra: Fy Farao!
- 2023 – Sankta Lucia: Skänk mig en tia
- 2022 – Jeanne d'Arc: kvinna eller brinna?
- 2021 – Huvudsaken är Huvudsaken
- 2020 – Waterloo - Slaget om Schlagern
- 2019 – Christofer Columbus - Vi sitter alla i samma båt
- 2018 – Ett skepp kommer lastat
- 2017 – Lösningarnas tidsålder – är du stressad?
- 2016 – Den siste tsaren
- 2015 – Bloody Mary
- 2014 – Kalabaliken i Bender
- 2013 – Jack Rackham
- 2012 – Olympiaden
- 2011 – Ramses II
- 2010 – Marco Polo – en helt otecknad föreställning
- 2009 – Exposition Universelle
- 2008 – Anno Femtonhundranågonting
- 2007 – Wienkongressen – Skarpt Läge!
- 2006 – The Rat Pack
- 2005 – Gustaf Dalén
- 2004 – Spektaklet i Paris
- 2003 – Anno 1189
- 2002 – Alla vägar bär till Rom
- 2001 – Karl den tolftes trevnad
- 2000 – Slaget om sundet
- 1999 – Don Quijote
- 1998 – Förmodligen Freud
- 1997 – Anno 1789
- 1996 – I skuggan av Lucky Luke
- 1995 – Astrid 100 år
- 1994 – Jätten Finn
- 1993 – Inget spyx
- 1992 – ?
- 1991 – ?
- 1990 – Spex till 1000 (på Stadshallen, i samband med Lunds 1000-årsfirande)
- 1989 – Familjekiv
- 1988 – Koka soppa på en Spyk (första året med film)
- 1987 – Spycho
- 1986 - Att lägga pussel
- 1985 - ?
- 1984 - 1984 och 1/2

## Musikalen
Varje år sedan 1996 sätter Spykens teater- och musikelever upp en egenskriven musikal. Den spelas på Lunds Stadsteater, vanligtvis i januari. 
En lista över musikalerna:
- 2025 – Så Ska Det Smaka
- 2024 – Pappas pengar
- 2023 – Asgård-Lundagård, tur & retur
- 2022 – Matriarkatet – generation XX
- 2021 – Drama på teatern
- 2020 – Milleniebuggen
- 2019 – På Liv och Döden
- 2018 – Matrimonium
- 2017 – Groovy Shoes
- 2016 – The Great War
- 2015 – Cell 47
- 2014 – Dantes Inferno
- 2013 – Seasons of Love
- 2012 – Anastasia – Tsarens dotter
- 2011 – Across the Universe
- 2010 – Rent
- 2009 – Lysistrate
- 2008 – Tidstjuvarna
- 2007 – Peter Pan
- 2006 – Cirkus Medici
- 2005 – Atlantis
- 2004 – Spelman på taket
- 2003 – Gaias Barn
- 2002 – Titanerna
- 2001 – Blodsbröder
- 2000 – Pendragon
- 1999 – Fame
- 1998 – Anything Goes
- 1997 – Jack the Ripper
- 1996 – Peter Nova

## Kända alumner
- Patrik Andersson, fotbollsspelare
- Nils Asther, skådespelare
- David Batra, komiker, skådespelare
- Arvid Berghman, heraldiker
- Paulina Brandberg, minister
- Olle Carle – "Cello", kåsör
- Martin Dahlin, fotbollsspelare
- Jason Diakité (Timbuktu), musiker
- Nour El Refai, skådespelerska
- Boel Gerell, författare
- Nils Grandelius, schackspelare
- Carolina Gynning, programledare och konstnär
- Dick Harrison, historiker
- Mikael Håfström, regissör
- Sara Granér, serietecknare
- Amanda Jenssen, musiker
- Karl Kilsmo, politiker
- Adde Malmberg, komiker
- Mattias Nilsson, musiker
- Per Olsson Fridh, f.d. minister, generaldirektör
- Robin Paulsson, programledare och komiker
- Erik Penser, finansman
- Paul Rosenius, författare
- Jesper Rönndahl, komiker
- Simon Svensson, komiker
- Axel Wallengren, författare
- Christian Åkesson, skådespelare